# Weihnachtshaus Husum
Das Weihnachtshaus Husum ist ein privates Museum in Husum, der Kreisstadt des schleswig-holsteinischen Kreises Nordfriesland. Als kleines Spezialmuseum befasst es sich mit der Kulturgeschichte der Weihnachtszeit und des Weihnachtsfestes in Deutschland. Angeschlossen ist ein Museumsshop, der in einem historischen Laden aus dem 19. Jahrhundert eingerichtet wurde. Das 2008 eröffnete Weihnachtshaus befindet sich in einem Gebäude aus der Gründerzeit, das in der Husumer Altstadt liegt und als geschütztes Kulturdenkmal in der Liste der Kulturdenkmale des Landes Schleswig-Holstein eingetragen ist.

## Museum
Das Museum wurde von der Husumer Verlegerin Alix Paulsen in einem gründerzeitlichen Stadthaus eingerichtet, das zuvor von 2007 bis 2008 restauriert worden war. Es handelt sich dabei um ein Eckhaus, das an der Ecke der Straße Westerende und der Nordbahnhofstraße gelegen ist. Das Gebäude verfügt über zwei Vollgeschosse und ein ausgebautes Dachgeschoss; der Zugang befindet sich am Westerende (Nr. 46). Die Ausstellungsräume des Museums befinden sich im Erd-, Ober- und Dachgeschoss des Stadthauses. Sie umfassen insgesamt rund 300 Quadratmeter Ausstellungsfläche. Zum Museum gehört ein Museumsshop für Weihnachtsartikel, der sich im Erdgeschoss befindet und gleichzeitig als Museumskasse dient.
Das Museum zeigt auf drei Etagen die mehrere Tausend Exponate umfassende Sammlung der Verlegerin Alix Paulsen (* 1956), eine der großen volkskundlichen Sammlungen zum Thema „Weihnachten“. Der Raum für den Museumsshop und die Museumskasse enthält eine historische Ladeneinrichtung aus dem Jahr 1890. Die Eröffnung des Weihnachtshauses Husum fand am 24. Oktober 2008 statt.
Träger des Museums ist die Verlagsgruppe Husum, deren Sitz sich in unmittelbarer Nachbarschaft an der Nordbahnhofstraße befindet. Das Weihnachtshaus Husum arbeitet mit verschiedenen anderen Museen zusammen, wie mit dem Altonaer Museum für Kunst und Kulturgeschichte in Hamburg und dem Ostpreußischen Landesmuseum in Lüneburg, und ist Leihgeber von Exponaten, Einzelthemensammlungen und Sonderausstellungen. Thematisch kooperiert das Weihnachtshaus Husum insbesondere mit dem Altonaer Museum und dessen Leiter, dem „Weihnachtsforscher“ Torkild Hinrichsen.

## Ausstellung

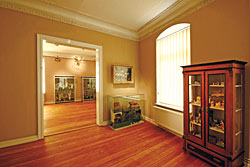
Blick vom Krippen- in das Engelzimmer

### Parterre
Von den ersten Adventsuhren über Schiebefiguren- und Klebekalender kann man im Corridor (so die historische Raumbezeichnung) die Anfänge und Entwicklung der Zeitzählung bis zum Heiligen Abend mitverfolgen. Begonnen hat die Tradition der Adventskalender mit Kreidestrichen an der Tür, von denen jeden Tag einer von den Kindern weggewischt wurde. Papiersterne und -bilder für den Adventsbaum mit christlichen Sinnsprüchen bildeten die Vorstufe zu den ersten gedruckten Adventskalendern.
Das frühere Wohnzimmer widmet sich ganz der Herstellung des Weihnachtsbaumschmucks, insbesondere der Fertigung von Weihnachtskugeln. Diese gläsernen Accessoires am festlichen Tannenbaum sind ab ca. 1850 in der Region rund um Lauscha, einem kleinen Bergdorf in Thüringen, zunächst in der Glashütte, dann in Heimarbeit hergestellt worden. Die einzelnen Produktionsschritte bis zur fertigen Weihnachtskugel sind anhand einer alten Glasbläserwerkstatt, einer Werkstattinstallation aus der Zeit um 1900 mit Werkzeugen, Materialien und Produkten, nachvollziehbar. Flittergold, Lametta und leonische Drähte aus Franken schmückten die Bäume ab Mitte des 19. Jahrhunderts. Auch sie sind ausgestellt.
Vier historisch geschmückte Bäume nehmen den Besucher im Besten Zimmer mit auf eine Zeitreise, beginnend in der Zeit des Biedermeier bis zur Zeit der 1950er-Jahre. Hervorgehoben steht der gründerzeitlich geschmückte Weihnachtsbaum aus der Entstehungszeit des Hauses. Die Ausstellung zeigt auch, wie das Weihnachtsfest in Kriegszeiten begangen wurde.
Das anschließende sogenannte Zimmer ist der Zeit des in Husum geborenen Dichters Theodor Storm gewidmet. Ein nach der Beschreibung des Dichters gestalteter Weihnachtsbaum macht deutlich, mit wie viel Sorgfalt und Kunstfertigkeit der Baumschmuck im 19. Jahrhundert in Eigenarbeit gestaltet wurde. Neben der geklebten, geschnittenen und vergoldeten Baumzierde widmet sich die Ausstellung in diesem Raum auch den anderen Zeugnissen des Biedermeierschmucks. Alte gefüllte Weihnachtskisten, ein Federbaum und einige Weihnachtsbaumständer runden die Ausstellung ab.

### Obere Etage
Die Firma Wendt & Kühn aus Grünhainichen, zur Zeit des Ersten Weltkriegs von zwei Frauen gegründet, ist in der früheren Mädchenstube mit einer von der Firma Gahlenz in Lizenz für die Karstadt-Warenhäuser gefertigten Großspieldose vertreten und in der sogenannten Küche mit einem Querschnitt durch die Produktion bis zur Wende in der DDR.
Dem wohl am weitesten verbreiteten Weihnachtsschmuck aus dem Erzgebirge widmet sich das Pyramidenzimmer. In der Pyramide vereinen sich verschiedene Traditionszweige wie christlicher Glaube, Bergmannsarbeit und Spielzeugherstellung. Seit Anfang des 19. Jahrhunderts gibt es lichtgeschmückte, mit Warmluft betriebene Weihnachtspyramiden, deren Wurzeln nahezu bis ins 17. Jahrhundert zurückreichen. Aufgeblüht ist die Pyramidenkunst in der zweiten Hälfte des 19. Jahrhunderts und brachte in jener Zeit etliche individuelle Formen hervor. Vielfältig gestaltet sind die Paradiesgärten: kleine Gärtchen, die mit Masse- oder Reifentieren bevölkert sind. Sie bildeten oft die Basis für Pyramiden.
Das Engelzimmer beschäftigt sich mit einer sehr alten Tradition des Erzgebirges. Engel wurden bereits um 1500 mit dem Bergbau der Region in Verbindung gebracht. Die Figuren haben einen gedrechselten Körper, der je nach Herkunftsfamilie unterschiedlich gestaltet und bemalt wurde. Von herbem Charme bis hin zu einer gewissen Überheblichkeit reicht der Ausdruck und weist zugleich auf die tiefe Frömmigkeit hin, die die Bergbauregion prägt. Einige Herstellerfamilien werden vorgestellt und Besonderheiten erläutert. Schwebe- und Leuchterengel aus verschiedenen Generationen zeigen, mit welcher Intensität sich die Erzgebirger den Engeln gewidmet haben. Ein herausragendes Beispiel ist ein erzgebirgischer Engel von Karl Louis Härtel mit einem Leuchter und Paradiesgarten, der verschollen war und nun aufwendig restauriert in neuem Glanz erstrahlt. Sein Gegenstück, der Bergmann, befindet sich im Museum für Sächsische Volkskunst Dresden.

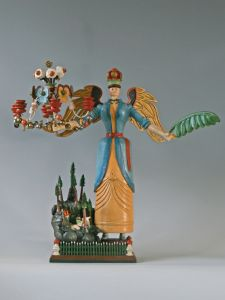
Engel mit Leuchter im Paradiesgarten

Inszenierungen der Geburtsstunde Christi, auch hier geprägt von Bergbau und erzgebirgischer Kunstfertigkeit, beherbergt das Krippenzimmer. Eine kleine Auswahl an besonderen Krippen, Krippenbildern, eine Krippe im mechanischen Bergwerk sowie eine große böhmische Krippenlandschaft von ca. 1880 sind dort zu sehen.

### Dachgeschoss
Im Flur sind in zwei Vitrinen Puppen und Bären sowie Tierfiguren mit Zubehör zu Hause, bespielte ältere Exemplare der Firmen Schildkröt und Steiff sowie eine Puppenstube, die als Praxis des Puppendoktors bzw. -laden mit vielen kleinen Objekten eingerichtet wurde.
In der guten Stube zeigt eine Vitrine klassisches Geschicklichkeits-Spielzeug, wie Federspiel, Schach und Vogelschießen, sowie eine Laterna Magica, die um 1900 populär war. Eine weitere Vitrine zeigt historische Archen, Pianofiguren und  Baukästen. Soldatenspielfiguren aus der Zeit um 1900, dem Ersten und Zweiten Weltkrieg sowie Aufstellfiguren der 1950/60er-Jahre, Römerfiguren der Firma Elastolin, sind in einer weiteren Vitrine zu sehen. Das Erzgebirge ist vertreten mit einem Waldschlag sowie mit Dresdner Spielzeug, das mit Kutschen, Wagen und Figuren auf Zeumers Geländeplatten zu einer Landschaft aufgebaut ist. Abgerundet wird die Spielzeugausstellung durch eine Märklin-Eisenbahn, einen Mechano- und einen Legokasten.
Pfefferkuchen-Ausstecher, Lebkuchen-Modeln, Marzipan-Formen sowie Stollenbrett gehören in der Küche zur Weihnachtsbäckerei. Gewürzbehälter, Teigschüssel und Mehlsieb lassen die aufwendigen Weihnachtsvorbereitungen erahnen, die alten Blechdosen, die damals oft reichlichen Vorräte an Gebäck. Eine große Schale zeigt traditionelles Weihnachtsgebäck, darunter die norddeutschen Braunen Kuchen und das regionaltypische Kindjestüch.
In der Werkstatt des Weihnachtsmanns sind Werkbank, Wunschzettel und ein altes Wandtelefon die wichtigsten Gegenstände. Dort gibt es fertig verpackte Pakete, Kleidung und hölzerne Schlittschuhe sowie für die „Reisevorbereitung“ einen großen Globus, damit auch nicht der kleinste Ort bei der Bescherung vergessen wird. Schon fertiggestellt ist ein großes Puppenhaus mit Einrichtung, das von den „Helfern des Weihnachtsmanns“ für ein Mädchen gefertigt wurde. Schließlich gibt es ein dickes Buch, in das sich Kinder und Erwachsene mit ihren Wünschen und Gedanken eintragen dürfen.

## Historischer Laden

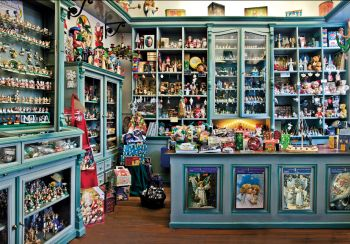
Museumsshop und Museumskasse (in einem historischen Laden von 1890)

Der im Erdgeschoss neben dem Eingang liegende Raum für den Museumsshop und die Museumskasse wurde mit einer historischen Ladeneinrichtung von 1890 ausgestattet. Die Ladeneinrichtung stammt aus dem Verkaufsraum einer ehemaligen Seifenfabrik in Burg (bei Magdeburg); sie wurde demontiert und im Weihnachtshaus Husum originalgetreu wieder aufgebaut. Im Museumsshop wird ein Sortiment von ausgewählten Artikeln zum Thema „Weihnachten“ angeboten, die überwiegend aus deutscher Handarbeit stammen.

## Sonderausstellungen
Seit Ende 2009 werden in Sonderausstellungen besondere Themen aus der Kulturgeschichte der Weihnachtszeit und des Weihnachtsfestes behandelt oder zum Themenkomplex passende Wanderausstellungen gezeigt. Als Ergänzung der Dauerausstellung werden so jährlich zunächst zwei Sonderausstellungen, seit 2017 eine thematisch Weihnachten und Sommer gleichermaßen ansprechende Sonderausstellung gezeigt.
| Titel der Ausstellung                                                                    | Jahr der Ausstellung |
| ---------------------------------------------------------------------------------------- | -------------------- |
| „Kernig, süß, verführerisch … Weihnachtsgebäck aus deutschen Landschaften“               | 2009/2010            |
| „Inge, Hans und Bärbel – Lieblingspuppen aus Kindertagen“                                | 2010                 |
| „An das liebe Christkind … Weihnachtswünsche und Wunschzettel aus über 200 Jahren“       | 2010/2011            |
| „Vom Kinderglück zum Sammlertraum – Erzgebirgisches Spielzeug im Wandel der Zeiten“      | 2011                 |
| „Engel – Irdische Spuren eines himmlischen Phänomens“                                    | 2011/2012            |
| „Schätze aus Kindertagen“                                                                | 2012                 |
| „Bären aus Bayern – Zum 100. Jubiläum der Firma Teddy-Hermann“                           | 2012                 |
| „Marzipan – Das Brot der Engel“                                                          | 2012/2013            |
| „Tut, tut, ein Auto – Blechspielzeug aus fast 100 Jahren“                                | 2013                 |
| „Segelschiff und Meerjungfrau - Thüringer Christbaumschmuck von einst und jetzt“         | 2013/2014            |
| „Verborgene Schätze in alten Schachteln - Von der Brautgabe bis zum Kinderspielzeug“     | 2014                 |
| „Bis Weihnachten wieder daheim? Weihnachten im Ersten Weltkrieg“                         | 2014/2015            |
| „Weihnachten in Dänemark. Dansk Jul“                                                     | 2014/2015            |
| „Strampelchens Geschwister - Puppenlieblinge mit Geschichte“                             | 2015                 |
| „Lieber guter Weihnachtsmann“                                                            | 2015/2016            |
| „Flöte, Schiff und Muschelbild – Naturspielzeug im Jahreslauf“                           | 2016                 |
| „Puppe, Eisenbahn und Teddybär – Weihnachten zwischen Gründerzeit und Wirtschaftswunder“ | 2016/2017            |
| „Hans Christian Andersens Weihnachten“                                                   | 2017/2018            |
| „Schokolade. Vom Trank der Götter zur süßen Verführung für alle“                         | 2018/2019            |
| „'Das schönste Spielzeug der Welt'. Miniaturspielzeug aus dem Erzgebirge“                | 2019/2020            |
| „'Wenn der Christbaum Mode trägt'. Traumwelten aus Glas“                                 | 2021                 |
| „Lieblingspuppen aus Kinderstube und Künstlerhand“                                       | 2022                 |
| „Lasst Engel musizieren. Die zauberhafte Figurenwelt von Wendt & Kühn“                   | 2023                 |

## Bedeutung
Im Museum wird der Großteil der Sammlung Alix Paulsen zum Thema „Weihnachten“ ausgestellt, welche als „die größte Sammlung dieser Art in ganz Norddeutschland und […] eine der vielfältigsten in Deutschland“ gilt. Die in Husum ansässige Sammlerin Alix Paulsen begann Ende der 1970er-Jahre damit, weihnachtliche Exponate aus ganz Deutschland zu sammeln. Paulsen veröffentlichte u. a. zusammen mit Ehrhardt Heinold drei volkskundliche Bücher zu Weihnachtsbräuchen sowie zum Brauchtum und Spielzeug im bzw. aus dem Erzgebirge und gab mehrere Bücher zum Thema „Weihnachten“ wie Begleitliteratur zu Sonderausstellungen etc. heraus.
Über das Weihnachtshaus wurde mehrmals in Medien wie Zeitungen, Hörfunk, Fernsehen und Onlinepublikationen berichtet.
Nach eigenen Angaben des Museums wurden allein für das Jahr 2012 rund 10.000 Besucher erwartet. In den zehn Jahren seit der Eröffnung konnten insgesamt über 100.000 Besucher gezählt werden.